# Katchalsky (Mondkrater)
Katchalsky ist ein Einschlagkrater auf der Mondrückseite.
Der Krater liegt  in dem großen Gebiet zwischen den Mondmeeren Mare Marginis und Mare Smythii im Westen und dem riesigen Krater Mendeleev im Osten. In der Nähe finden sich die Krater King im Osten, Firsov im Südwesten, Lobachevskiy in Nordwesten und Guyot im Norden.

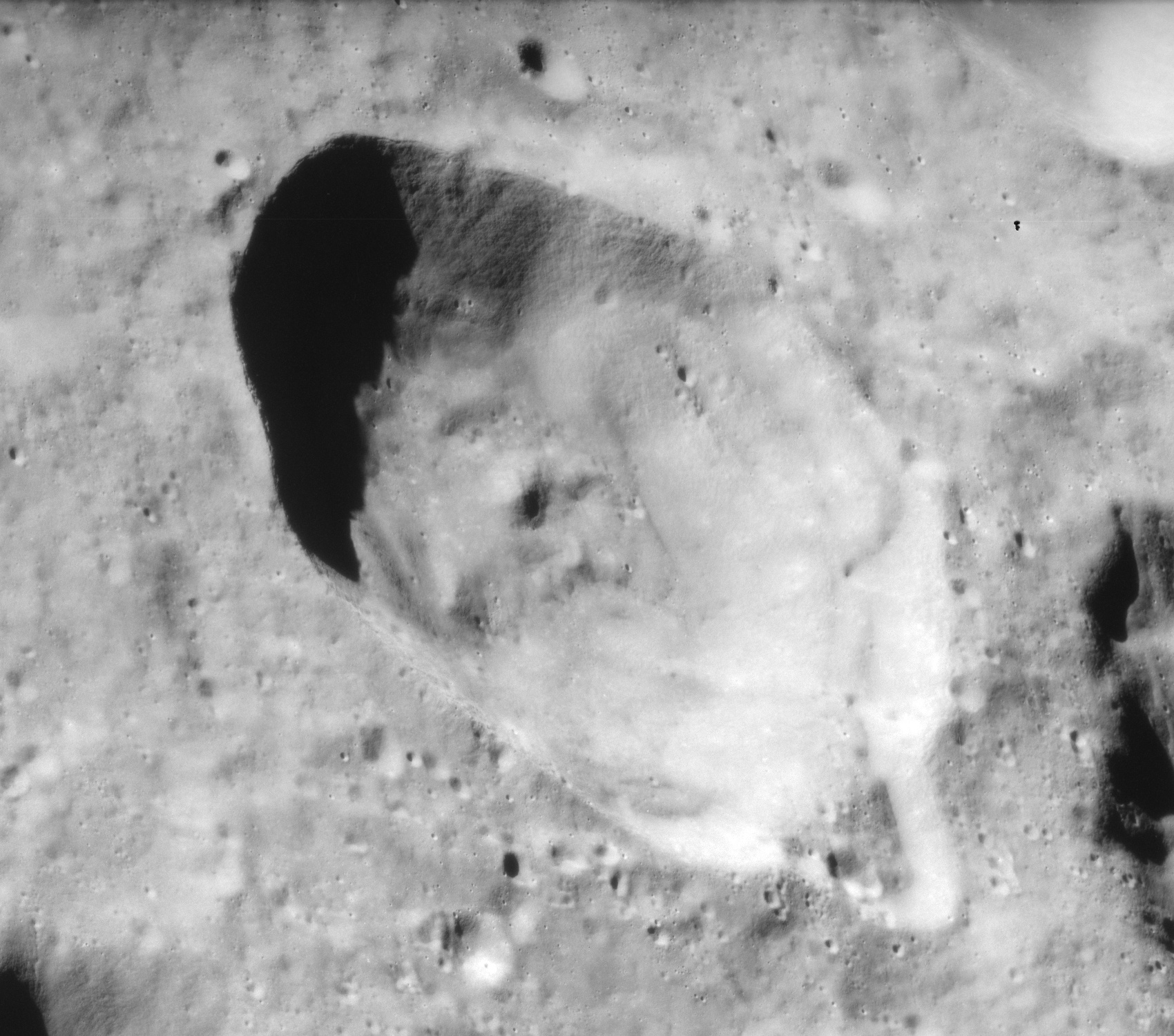
Aufnahme von Apollo 17

Katchalsky weicht von der Kreisform ab, es gibt Ausbuchtungen im Norden und im Südosten. Man kann die Abweichung von der Kreisform als Quotient aus der Fläche eines Inkreises und der Fläche eines Umkreises messen. Für diesen Krater wurde der niedrige Wert von 0,63 festgestellt.
Der Kraterboden ist unregelmäßig mit niedrigen Erhebungen in der Kratermitte.
Der Krater wurde 1973 von der IAU offiziell nach dem israelischen Chemiker Aharon Katzir-Katchalsky benannt. Es sind keine Krater als Nebenkrater von Katchalsky benannt.